# بني مطير
بني مطير هي قرية في شمال غرب تونس تقع في المنطقة الجبلية جبال خمير وتبعد بعض الكيلومترات عن عين دراهم.
 يبلغ ارتفاعها 650 مترا فوق مستوى سطح البحر وهي مرتبطة بولاية جندوبة، بني مطير من البلديات الأقل سكانا في البلاد التي يبلغ عدد سكانها 811 نسمة، تتألف في معظمها من الشباب والذين يشغلون وظائف معظمهما في الشركة التونسية للكهرباء والغاز و الشركة الوطنية لاستغلال وتوزيع المياه. وهي مرتبطة كذلك بمعتمدية فرنانة.
بنيت في عام 1948 لإيواء المهندسين والعمال الذين جاءوا لبناء سد بني مطير.